# 博窝龙蜥
博窝龙蜥（学名：Diploderma bowoense）一种于中华人民共和国四川省南部凉山彝族自治州木里藏族自治县博窝乡雅砻江中游干热河谷地带发现的爬行动物，隶属于鬣蜥科（飞蜥科）龙蜥属。其种加词“bowoense”意为“博窝乡的”。

## 保护
本种于2023年被收录入《有重要生态、科学、社会价值的陆生野生动物名录》。